# Flauros

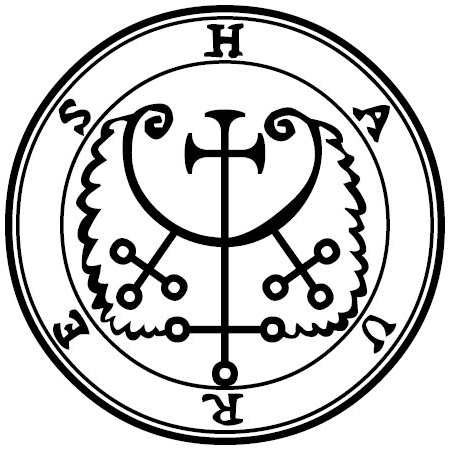
Le sceau de Flauros selon Mathers.

Flauros ou Fleurety est un démon issu des croyances de la goétie, science occulte de l'invocation d'entités démoniaques. 
Le Lemegeton le mentionne en 64e position de sa liste de démons. Selon l'ouvrage, Flauros est un grand duc et ressemble à un léopard. Lorsqu'il prend forme humaine, il a un visage terrible avec des yeux enflammés. Il connaît le passé, le présent et l'avenir. S'il est invoqué, il détruit les ennemis de l'exorciste si celui-ci le désire. Il gouverne 36 légions d'esprits.
La Pseudomonarchia Daemonum le mentionne en 62e position de sa liste de démons et lui attribue des caractéristiques similaires, si ce n'est que l'ouvrage lui attribue seulement 20 légions.
Le Grand Grimoire le mentionne également sous le nom de Fleurety. L'ouvrage le présente comme lieutenant-général des Enfers.